# 豆腐メンタル
豆腐メンタル（とうふメンタル）は、人間のメンタルのタイプを表す言葉。

## 概要
豆腐メンタルとされるようなメンタルというのは、豆腐のように衝撃に弱く壊れやすいさまのことである。
豆腐メンタルに対して、柔軟な思考と強い心を持つ人間のメンタルを表すこんにゃくメンタルという言葉も存在する。豆腐もこんにゃくも柔らかいイメージがあるが、豆腐は少しの力で崩れてしまうのに対して、こんにゃくは弾力があって簡単には崩れないということから。
豆腐メンタルの特徴として、相手の顔色を伺うというのがある。相手の反応が悪いだけで嫌な思いをさせてしまったとか怒らせてしまったなどと思い悩んでしまう。
ネガティブな思考であるということも豆腐メンタルに当てはまる。ネガティブになりがちな思考回路から否定してしまうことが多く、少し落ち込むようなことが合っただけでどんどん深みにはまってしまう。
失敗が怖くてチャレンジできないということも豆腐メンタルの特徴。一度失敗したことがあるようならば次も失敗するだろうと考えるのは普通の人にでもあることなのだが、豆腐メンタルの人はそのような経験がなくても総じて失敗してしまうのではと考えてしまう。成功経験や承認欲求が満たされていなければこのようになってしまう。
ゴホウビは、自分たちを豆腐メンタルの人間が5人集まったグループであると紹介している。
2017年4月にリリースされたNGT48の青春時計には、豆腐メンタルバージョンのリミックスも存在する。
2020年9月27日に放送された踊る!さんま御殿!!は、豆腐メンタルである芸能人が出演して、豆腐メンタルの人間ならではのことが語られた。
堀瑞輝は自らを豆腐メンタルとしている。2020年12月には豆腐メンタルを脱すると誓う。2020年には同僚に豆腐メンタルといじられていたものの、2021年には精神面での成長が見られる。